# Кудла, Андрей Александрович
Андрей Александрович Кудла (23 сентября 1982, Омск, Омская область, РСФСР, СССР — 2 января 2012, Омск, Омская область, Россия) — российский серийный убийца, совершивший в период с 3 февраля 2007 по 4 сентября 2009 года серию из двух убийств и двух покушений на территории Омска. Все жертвы являлись мужчинами. В качестве орудия преступлений Кудла использовал самодельный пистолет, детали которого были выточены на токарном станке. Находясь под арестом Кудла начал проявлять признаки временного психического расстройства, после чего суд направил его на принудительное лечение в Омскую областную психиатрическую больницу, где 2 января 2012 года он предпринял попытку побега и был задушен в ходе борьбы в санитарами. Известен под прозвищами «Маньяк-токарь», «Омский палач», «Револьверщик» и «Омский Хитмэн».

## Биография

### Детство и юность
Андрей Кудла родился в Омске 23 сентября 1982 года. Детство и юность провёл в социально неблагополучной обстановке. Семья проживала в двухкомнатной квартире в «хрущёвке» на улице Менделеева. Отец Кудлы — Александр участия в воспитании сына не принимал, рано отстранился от него и в целом относился к нему холодно. Впоследствии Андрей начал испытывать к отцу личную неприязнь, которая распространилась и на других представителей мужского пола. Самым близким человеком для Кудлы была его мать, к которой он был сильно привязан всю свою жизнь. В детском и подростковом возрасте Кудла был крайне замкнутым и закомплексованным, в школе особых друзей не имел. По словам одноклассников Кудлы — с одной стороны он ни с кем не общался, с другой — имел контакт со всеми. После окончания средней школы Кудла поступил в «Омский государственный технический университет» (ОмГТУ). По невыясненным причинам, в 2002 году Кудла был отчислен. В этот период времени он начал проявлять признаки психического расстройства. По словам матери, Кудла стремился к крайней форме социальной изоляции и старался не пересекаться с ней. Чтобы покормить сына, матери приходилось стучаться в дверь Кудлы и через просвет протягивать ему еду, а потом он просто выставлял тарелки перед дверью. В свободное время Кудла любил бесцельно гулять по улицам и много времени проводил за компьютером. Также Кудла, обладая двухметровым ростом и крепкими физическими данными, занимался спортом, не курил и не пил. В начале 2000-х годов, Андрей Кудла освоил профессию токаря, после чего стал работать по специальности на разных предприятиях города. Некоторое время проработал на «Заводе имени Баранова», где изготовил приспособления для самодельного оружия. Последним местом его работы стал приборостроительный завод «Электроточприбор». Коллегами по работе Кудла характеризовался крайне положительно. По их словам, он уважительно относился к старшим, был вежливым, часто оставался работать сверхурочно и девиантного поведения к кому-либо никогда не демонстрировал.

### Предпосылки к убийствам
Кудла увлекался чтением специфической литературы на тему психологии, криминологии и других подобных тем. Впоследствии, в ходе обыска в квартире Кудлы была обнаружена книга «Психология криминального поведения», которую он хорошо изучил. На следствии свою линию поведения Кудла выстраивал именно по примерам, показанным в этой книге. Вместе с этим он постоянно смотрел криминальные телепередачи, в основном «Следствие вели» — документальные фильмы из этого цикла он скачивал себе на компьютер.
В середине 2000-х годов Кудла заинтересовался изготовлением самодельного огнестрельного оружия. Используя свои навыки токаря, а также оружейные журналы, он собрал из различных деталей три пистолета и три стреляющих устройства, которые относились к категории нестандартного (атипичного) однозарядного гладкоствольного огнестрельного оружия, пригодного для осуществления выстрелов. В качестве патронов Кудла использовал металлические стержни длинной примерно 9 сантиметров и диаметром с простой карандаш. Весь арсенала он хранил в тайнике, расположенном на свалке неподалёку от его дома.

В период совершения преступлений Кудла вёл собственный видеодневник. Он снял серию видеороликов, которые хранил на компьютере. В некоторых из них он снимал, как собирает или отстреливает оружие в безлюдных местах, ведя стрельбу по различным объектам. В других рассказывает на камеру свою философию и причины, побудившие его убивать. Своими мотивами на некоторых записях он назвал потребность в выходе накопившейся агрессии, в том числе на отца, а также отчасти потребность в деньгах:
Возвращаясь к вопросу, для чего я убиваю. Да, я убивал. Кому-то со стороны это покажется нелогичным. На тот момент мне нужны были деньги. И нужен был выход от этой агрессии, в которой я оказался в семье. Всё-таки отец у меня урод, конечно. Козел. Это мое такое отношение. И вот вся, как сказать, обстановка требует выхода. Каждый реализовывает в жизни то, что в семье дали. Если у меня в семье такая обстановка агрессии была, то что я могу хотеть в этой жизни? Я могу ее только переносить на окружающих. На окружающих в том плане, что я ничего по-другому не могу осознавать в этой жизни. То есть если мне плохо делали, то я ощущаю своей сутью, как причинение вреда другим.

### Убийства
В период с февраля 2007 по сентябрь 2009 года Андрей Кудла совершил четыре нападения на мужчин в Омске, два из которых закончились смертью жертв.
Первое убийство произошло 3 февраля 2007 года. В тот день Кудла впервые сознательно пошёл совершать преступление, имея при себе самодельный пистолет. В конечном итоге он начал преследовать 32-летнего омича, а затем зашёл за ним в подъезд одного из домов на улице Химиков, где выстрелил мужчине в голову металлическим стержнем и быстро скрылся. Вскоре жертва была найдена жителями дома, и пострадавший в критическом состоянии с сквозным ранением головы был доставлен в больницу, где, несмотря на усилия врачей, через несколько дней скончался не приходя в себя. Уже тогда следователи отметили, что огнестрельное оружие, используемое преступником, было крайне необычным. Следы пороха найдены не были, а входное и выходное отверстия ранения у жертвы были абсолютно одинаковыми, что нехарактерно для обычных пистолетов. Также никто не из жителей не слышал звук выстрела.
14 февраля, в день Святого Валентина, Кудла совершил второе убийство, продемонстрировав выраженный ему образ действия. Жертвой стал 50-летний мужчина, который вечером вышел из дома что бы посетить аптеку и банкомат. На обратном пути домой его приметил Кудла. Кудла проследовал за мужчиной, и когда тот зашёл в собственный подъезд дома по улице Заозёрной, выстрелил ему в голову на первом этаже. После совершения убийства Кудла не стал сразу скрываться, а обыскал жертву, забрав из карманов убитого портмоне и две тысячи рублей. Как и предыдущем случае, истекающий кровью мужчина с проникающим ранением головы был через некоторое время обнаружен соседями в бессознательном состоянии, а затем умер в больнице.
Последующие два нападения убийствами не закончились. Осенью 2009 года Кудла проследовал в подъезд за 58-летним мужчиной в дом по улице Заозёрной, после чего зашёл с ним в лифт и доехал до седьмого этажа. Когда мужчина стал выходить из лифта, он обернулся, и этот момент Кудла произвёл в него выстрел. Пуля пробила жертве плечо и щёку. Ранение оказалось несмертельным. Жертве удалось выбежать из подъезда и побежать по улице, а Кудла спокойным шагом направился в другую сторону. Выживший мужчина заявил, что нападавший был в кепке и очках, но описать черты его внешности не смог.
Последнее нападение Кудла совершил 4 сентября 2009 года, когда ехал домой с работы. На велосипеде он чуть не сбил коляску, в которой спал ребёнок. 30-летний отец ребёнка сделал Кудле замечание, после чего Кудла достал пистолет и выстрелил мужчине в грудь. Рана оказалась серьёзной, но благодаря своевременному вмешательству хирургов пострадавший выжил.

### Арест и следствие
В ходе следствия было установлено, что металлический штырь, найденный на месте одного из покушений, был изготовлен производственным способом на круглошлифовальном станке. После того, как со слов последнего пострадавшего был составлен фоторобот преступника, следователи начали проверять сотрудников омских предприятий, имеющих доступ к токарным станкам. Всего в городе подобных заводов было несколько десятков. В апреле 2010 года по фоторобу был опознан токарь Андрей Кудла, работающий в «Электроточприборе». Несмотря на то, что никаких негативных характеристик он не имел и других оснований для допроса Кудлы, кроме его сходства с фотороботом, у следствия не имелось, его решили задержать. 24 апреля 2010 года утром Кудла был скручен спецназом возле проходной завода. После задержания Кудла демонстрировал хорошую способность к самообладанию, был невозмутим и отрицал все подозрения в свой адрес. На проведении очной ставки с одним из выживших, Кудла начал кричать на несостоявшуюся жертву, заявив, что тот ломает ему жизнь. Однако свидетель полностью опознал Кудлу не только по внешности, но и по голосу. В ходе обыска из квартиры Кудлы изъяли компьютер, на котором были восстановлены удалённые файлы с видеозаписями, содержащими признания маньяка о своих убийствах. Под давлением улик Кудла во всём признался и начал принимать участие в оперативно-розыскных и следственных действиях по делу. Тайник с оружием также был найден — Кудла проболтался о его местонахождении осведомителю из камеры, перед этим трижды направляя оперативников на ложный след.
На следствии главным мотивом Кудлы специалисты назвали стремление получить доказательства своего превосходства над мужским окружением и мужским полом вообще. На психическое состояние маньяка сильно повлияло его детство, а именно — эмоциональное отвержение со стороны отца. Повзрослев, Кудла выстроил собственную жизненную философию, согласно которой не признавал общечеловеческие ценности и определил для себя «низших» людей, подлежавших уничтожению.

### Принудительное лечение и смерть
Через несколько месяцев после ареста Кудла начал вести себя неадекватно, и Омский областной суд направил его на судебно-психиатрическую экспертизу, в ходе которой было установлено, что в период расследования у него появилось временное психическое расстройство. Тогда было принято решение отправить его в психиатрическую больницу. Он должен был находиться под наблюдением психиатров до тех пор, пока его состояние не пришло бы в норму, после чего его предполагалось вернуть в СИЗО и он предстал бы перед судом. В таком случае Кудле грозило уголовное наказание в виде пожизненного лишения свободы. По ходатайству суда осенью 2010 года Кудла был помещён в «Клиническую психиатрическую больницу имени Н. Н. Солодникова», расположенную на улице Куйбышева в Омске. Последующие полтора года он содержался в отделении закрытого типа. В конце 2011 года Кудла, соскучившись по матери, решил провести Новый год дома, после чего вернуться в больницу. Он обратился с этой просьбой к старшей медсестре, однако ему было отказано, после чего Кудла начал вынашивать план побега. Около шести часов утра 2 января 2012 года он попросил двух санитаров отвести его в туалет. По пути он совершил нападение на одного из медиков. Благодаря высокому росту и крепким физическим данным, Кудла смог оказать активное сопротивление медперсоналу, избив двух санитаров-мужчиин до потери сознания. После этого он набросился на медсёстер и стал наносить им удары кулаками по лицу, требуя отдать ключи от дверей. В этот момент, чтобы скрутить Кудлу, на помощь к персоналу пришли охранники, но справиться с ним они не могли. От криков Кудлы проснулись и другие заключённые, среди которых был 35-летний Владимир Пономарёв, испытававший симпатию к одной из медсестёр, которую в тот момент бил Кудла. Увидев это, Пономарёв стал помогать санитарам и охранникам повалить Кудлу на пол и одеть на него наручники, и им это удалось, однако Кудла продолжал бороться. Тогда Пономарёв накинул на его шею свивальник, обмотал и стал тянуть в разные стороны, упершись ногой в плечо, и уже через минуту Кудла перестал подавать признаки жизни. Его пытались реанимировать, но врачам не удалось это сделать. Таким образом, 2 января 2012 года Кудла был убит. Во время его «успокоения» пострадало в общей сложности пять человек. В убийстве по неосторожности был обвинён Владимир Пономарёв, которого суд вновь направил на принудительное лечение. Уголовное дело Кудлы было закрыто в связи со смертью обвиняемого.

## В массовой культуре
- Документальный фильм «Револьверщик» из цикла «Вне закона» (2020)
- Документальный фильм «Омский Хитмэн» из цикла «Основано на реальных событиях. Омск» (2020)